# Frei.Wild/Diskografie
Diese Diskografie ist eine Übersicht über die musikalischen Werke der Deutschrock-Band Frei.Wild aus Südtirol (Italien). Seit dem Album Hart am Wind aus dem Jahr 2009 ist sie regelmäßig in den deutschen Albumcharts vertreten und erhielt mehrere Gold- und Platin-Schallplatten für über 1,3 Millionen verkaufte Tonträger.

## Alben

### Studioalben
| Jahr | Titel Musiklabel                                                    | Höchstplatzierung, Gesamtwochen, AuszeichnungChartplatzierungen (Jahr, Titel, Musiklabel, Platzierungen, Wochen, Auszeichnungen, Anmerkungen) | Höchstplatzierung, Gesamtwochen, AuszeichnungChartplatzierungen (Jahr, Titel, Musiklabel, Platzierungen, Wochen, Auszeichnungen, Anmerkungen) | Höchstplatzierung, Gesamtwochen, AuszeichnungChartplatzierungen (Jahr, Titel, Musiklabel, Platzierungen, Wochen, Auszeichnungen, Anmerkungen) | Anmerkungen |
| Jahr | Titel Musiklabel                                                    | DE | AT | CH | Anmerkungen |
| ---- | ------------------------------------------------------------------- | --- | --- | --- | --- |
| 2002 | Eines Tages Mindcomunicazione (Mindcomunicazione)                   | DE51 a (1 Wo.)DE | — | — | Erstveröffentlichung: 2002 Erstauflage: 1.000 Stück Wiederveröffentlichungen: 2006, 2009, 2022                                    |
| 2003 | Wo die Sonne wieder lacht Razorwire Records (RR)                    | DE50 b (1 Wo.)DE | — | — | Erstveröffentlichung: 2003 Wiederveröffentlichungen: 2010, 2022                                                                   |
| 2004 | Mensch oder Gott Razorwire Records (RR)                             | DE19 c (1 Wo.)DE | — | — | Erstveröffentlichung: 30. Juli 2004 Erstauflage: 1.000 Stück Wiederveröffentlichungen: 2010, 2022                                 |
| 2006 | Mitten ins Herz Asphalt Records (BR)                                | DE39 d (1 Wo.)DE | — | — | Erstveröffentlichung: 15. März 2006 Erstauflage: 2.500 Stück Wiederveröffentlichungen: 2009, 2022 Verkäufe: 6.000 (bis Ende 2007) |
| 2008 | Gegen alles, gegen nichts Asphalt Records (BR)                      | DE4 e (4 Wo.)DE | AT7 e (4 Wo.)AT | CH68 e (1 Wo.)CH | Erstveröffentlichung: 30. März 2008 Erstauflage: 2.250 Stück Wiederveröffentlichungen: 2009, 2013, 2022                           |
| 2009 | Hart am Wind Rookies & Kings (R&K)                                  | DE15 Gold · (8 Wo.)DE | — | — | Erstveröffentlichung: 23. Oktober 2009 Wiederveröffentlichung: 4. Juni 2010 als Festival-Edition Verkäufe: + 100.000              |
| 2010 | Gegengift Rookies & Kings (R&K)                                     | DE2 Platin · (29 Wo.)DE | AT15 Gold · (6 Wo.)AT | CH66 (1 Wo.)CH | Erstveröffentlichung: 15. Oktober 2010 Wiederveröffentlichung: 20. Mai 2011 als 10 Jahre Jubiläumsedition Verkäufe: + 207.500     |
| 2012 | Feinde deiner Feinde Rookies & Kings (SPV)                          | DE1 Platin · (40 Wo.)DE | AT2 Gold · (13 Wo.)AT | CH12 (8 Wo.)CH | Erstveröffentlichung: 5. Oktober 2012 Wiederveröffentlichung: 19. April 2013 als Gold-Edition Verkäufe: + 207.500                 |
| 2013 | Still Rookies & Kings (SPV)                                         | DE1 Gold · (20 Wo.)DE | AT4 Gold · (10 Wo.)AT | CH17 (4 Wo.)CH | Erstveröffentlichung: 22. November 2013 Akustik-Album; Verkäufe: + 107.500                                                        |
| 2015 | Opposition Rookies & Kings (Soulfood)                               | DE1 Platin · (70 Wo.)DE | AT1 Gold · (21 Wo.)AT | CH2 (12 Wo.)CH | Erstveröffentlichung: 3. April 2015 Wiederveröffentlichung: 4. Dezember 2015 als Xtreme-Edition Verkäufe: + 207.500               |
| 2016 | 15 Jahre Deutschrock & Skandale Rookies & Kings (Soulfood)          | DE2 Gold · (10 Wo.)DE | AT3 (7 Wo.)AT | CH2 (8 Wo.)CH | Erstveröffentlichung: 29. Juli 2016 Verkäufe: + 100.000                                                                           |
| 2018 | Rivalen und Rebellen Rookies & Kings (Soulfood)                     | DE1 Platin · (52 Wo.)DE | AT1 (23 Wo.)AT | CH3 (21 Wo.)CH | Erstveröffentlichung: 16. März 2018 Verkäufe: + 200.000                                                                           |
| 2019 | Unsere Lieblingslieder Rookies & Kings (Soulfood)                   | DE8 (3 Wo.)DE | AT19 (1 Wo.)AT | CH42 (1 Wo.)CH | Erstveröffentlichung: 21. Juni 2019 Coveralbum physisch auf 5000 Exemplare limitiert                                              |
| 2019 | Still II Rookies & Kings (Soulfood)                                 | DE1 (16 Wo.)DE | AT7 (3 Wo.)AT | CH6 (2 Wo.)CH | Erstveröffentlichung: 29. November 2019 Akustik-Album                                                                             |
| 2020 | Corona Quarantäne Tape – Alles wird gut! Rookies & Kings (Soulfood) | DE1 (12 Wo.)DE | AT3 (1 Wo.)AT | CH8 (2 Wo.)CH | Erstveröffentlichung: 10. April 2020                                                                                              |
| 2020 | Corona Tape II – Attacke ins Glück Rookies & Kings (Soulfood)       | DE2 (5 Wo.)DE | AT7 (1 Wo.)AT | CH22 (2 Wo.)CH | Erstveröffentlichung: 2. Oktober 2020                                                                                             |
| 2021 | 20 Jahre – Wir schaffen Deutsch.Land Rookies & Kings (Soulfood)     | DE1 (12 Wo.)DE | AT15 (1 Wo.)AT | CH16 (2 Wo.)CH | Erstveröffentlichung: 10. Dezember 2021                                                                                           |

### Livealben
| Jahr | Titel Musiklabel                                                                  | Höchstplatzierung, Gesamtwochen, AuszeichnungChartplatzierungen (Jahr, Titel, Musiklabel, Platzierungen, Wochen, Auszeichnungen, Anmerkungen) | Höchstplatzierung, Gesamtwochen, AuszeichnungChartplatzierungen (Jahr, Titel, Musiklabel, Platzierungen, Wochen, Auszeichnungen, Anmerkungen) | Höchstplatzierung, Gesamtwochen, AuszeichnungChartplatzierungen (Jahr, Titel, Musiklabel, Platzierungen, Wochen, Auszeichnungen, Anmerkungen) | Anmerkungen                                                                                       |
| Jahr | Titel Musiklabel                                                                  | DE | AT | CH | Anmerkungen                                                                                       |
| ---- | --------------------------------------------------------------------------------- | --- | --- | --- | ------------------------------------------------------------------------------------------------- |
| 2011 | Händemeer Rookies & Kings (R&K)                                                   | DE5 (8 Wo.)DE | AT*AT | — | Erstveröffentlichung: 28. Oktober 2011 1 Live-CD + 2 DVDs; * Platzierung in den Videoalbum-Charts |
| 2014 | Auf stiller Fahrt Rookies & Kings (SPV)                                           | DE5 (3 Wo.)DE | AT*AT | CH89 (1 Wo.)CH | Erstveröffentlichung: 28. März 2014 * Platzierung in den Videoalbum-Charts                        |
| 2014 | Live in Frankfurt: Unfassbar, unvergleichbar, unvergesslich Rookies & Kings (SPV) | DE2 (6 Wo.)DE | AT*AT | — | Erstveröffentlichung: 28. März 2014 * Platzierung in den Videoalbum-Charts                        |
| 2018 | Rivalen und Rebellen – Live + More Rookies & Kings (Soulfood)                     | DE*DE | AT*AT | CH*CH | Erstveröffentlichung: 14. Dezember 2018 * siehe Rivalen und Rebellen                              |

### Kompilationen
| Jahr | Titel Musiklabel                 | Höchstplatzierung, Gesamtwochen, AuszeichnungChartplatzierungen (Jahr, Titel, Musiklabel, Platzierungen, Wochen, Auszeichnungen, Anmerkungen) | Höchstplatzierung, Gesamtwochen, AuszeichnungChartplatzierungen (Jahr, Titel, Musiklabel, Platzierungen, Wochen, Auszeichnungen, Anmerkungen) | Höchstplatzierung, Gesamtwochen, AuszeichnungChartplatzierungen (Jahr, Titel, Musiklabel, Platzierungen, Wochen, Auszeichnungen, Anmerkungen) | Anmerkungen                                                                                    |
| Jahr | Titel Musiklabel                 | DE | AT | CH | Anmerkungen                                                                                    |
| ---- | -------------------------------- | --- | --- | --- | ---------------------------------------------------------------------------------------------- |
| 2013 | Grenzenlos Rookies & Kings (SPV) | DE52 f (1 Wo.)DE | — | — | Erstveröffentlichung: 22. November 2013 ursprünglich nur als Teil des Boxsets Still erhältlich |

### EPs
| Jahr | Titel Musiklabel                                                       | Anmerkungen                            |
| ---- | ---------------------------------------------------------------------- | -------------------------------------- |
| 2009 | Sieger stehen da auf wo Verlierer liegen bleiben Rookies & Kings (R&K) | Erstveröffentlichung: 27. August 2009  |
| 2009 | Hart am Wind (Bonus Tracks) Rookies & Kings (R&K)                      | Erstveröffentlichung: 23. Oktober 2009 |

## Singles
| Jahr | Titel Album                                                           | Höchstplatzierung, Gesamtwochen, AuszeichnungChartplatzierungen (Jahr, Titel, Album, Platzierungen, Wochen, Auszeichnungen, Anmerkungen) | Höchstplatzierung, Gesamtwochen, AuszeichnungChartplatzierungen (Jahr, Titel, Album, Platzierungen, Wochen, Auszeichnungen, Anmerkungen) | Höchstplatzierung, Gesamtwochen, AuszeichnungChartplatzierungen (Jahr, Titel, Album, Platzierungen, Wochen, Auszeichnungen, Anmerkungen) | Anmerkungen                                                                 |
| Jahr | Titel Album                                                           | DE | AT | CH | Anmerkungen                                                                 |
| --- | --------------------------------------------------------------------- | --- | --- | --- | --------------------------------------------------------------------------- |
| 2009 | Brixen –                                                              | — | — | — | Erstveröffentlichung: 9. Oktober 2009                                       |
| 2009 | Das Land der Vollidioten Hart am Wind                                 | — | — | — | Erstveröffentlichung: 27. Oktober 2009                                      |
| 2010 | Dieses Jahr holen wir uns den Pokal Hart am Wind (Festival-Edition)   | DE66 (3 Wo.)DE | — | — | Erstveröffentlichung: 21. Mai 2010                                          |
| 2010 | Allein nach vorne Gegengift                                           | DE66 (1 Wo.)DE | — | — | Erstveröffentlichung: 1. Oktober 2010                                       |
| 2011 | Weil du mich nur verarscht hast Gegengift (10 Jahre Jubiläumsedition) | DE87 (1 Wo.)DE | — | — | Erstveröffentlichung: 6. Mai 2011                                           |
| 2012 | Feinde deiner Feinde                                                  | DE19 (1 Wo.)DE | — | — | Erstveröffentlichung: 27. Juli 2012                                         |
| 2012 | Mach dich auf Feinde deiner Feinde                                    | DE19 (1 Wo.)DE | — | — | Erstveröffentlichung: 7. September 2012                                     |
| 2012 | Unendliches Leben Feinde deiner Feinde                                | DE35 (1 Wo.)DE | — | — | Erstveröffentlichung: 30. November 2012                                     |
| 2013 | Verdammte Welt Still                                                  | DE46 (1 Wo.)DE | — | — | Erstveröffentlichung: 8. November 2013                                      |
| 2013 | Stille Nacht –                                                        | DE45 (2 Wo.)DE | — | — | Erstveröffentlichung: 17. Dezember 2013                                     |
| 2014 | Wir brechen eure Seelen Opposition                                    | DE8 (1 Wo.)DE | AT60 (1 Wo.)AT | — | Erstveröffentlichung: 12. Dezember 2014                                     |
| 2015 | Unvergessen, unvergänglich, lebenslänglich Opposition                 | DE6 (1 Wo.)DE | AT37 (1 Wo.)AT | — | Erstveröffentlichung: 23. Januar 2015                                       |
| 2015 | Wie ein schützender Engel Opposition                                  | DE11 (1 Wo.)DE | AT37 (1 Wo.)AT | — | Erstveröffentlichung: 13. März 2015                                         |
| 2015 | Nimm mich mit –                                                       | — | — | — | Erstveröffentlichung: 4. Dezember 2015                                      |
| 2017 | Macht euch endlich alle platt Rivalen und Rebellen                    | — | — | — | Erstveröffentlichung: 10. Juli 2017                                         |
| 2017 | Rivalen und Rebellen                                                  | DE60 (1 Wo.)DE | — | — | Erstveröffentlichung: 20. Oktober 2017                                      |
| 2017 | Antiwillkommen Rivalen und Rebellen                                   | DE43 (1 Wo.)DE | — | — | Erstveröffentlichung: 17. November 2017                                     |
| 2017 | Herz schlägt Herz Rivalen und Rebellen                                | DE97 (1 Wo.)DE | — | — | Erstveröffentlichung: 15. Dezember 2017                                     |
| 2018 | Und ich war wieder da Rivalen und Rebellen                            | — | — | — | Erstveröffentlichung: 26. Januar 2018                                       |
| 2018 | Verbotene Liebe, verbotener Kuss –                                    | — | — | — | Erstveröffentlichung: 16. März 2018                                         |
| 2018 | Der Teufel trägt Geweih Rivalen und Rebellen – Live + More            | — | — | — | Erstveröffentlichung: 12. Oktober 2018                                      |
| 2019 | Die Liebe mich zu hassen –                                            | — | — | — | Erstveröffentlichung: 29. März 2019                                         |
| 2019 | Feuer, Erde, Wasser, Luft (2019 Version) –                            | — | — | — | Erstveröffentlichung: 3. April 2019                                         |
| 2019 | Alkohol (2019 Version) –                                              | — | — | — | Erstveröffentlichung: 12. April 2019                                        |
| 2019 | Deutschrock ist Leidenschaft –                                        | — | — | — | Erstveröffentlichung: 18. April 2019                                        |
| 2019 | Sommerland Still II                                                   | DE87 (1 Wo.)DE | — | — | Erstveröffentlichung: 16. September 2019                                    |
| 2019 | Blinde Völker wie Armeen Still II                                     | — | — | — | Erstveröffentlichung: 29. Oktober 2019                                      |
| 2019 | Keine Lüge reicht je bis zur Wahrheit Still II                        | — | — | — | Erstveröffentlichung: 19. November 2019                                     |
| 2020 | Corona Weltuntergang Corona Quarantäne Tape – Alles wird gut!         | — | — | — | Erstveröffentlichung: 10. März 2020                                         |
| 2020 | Renne, brenne, Himmelstürmer Corona Quarantäne Tape – Alles wird gut! | — | — | — | Erstveröffentlichung: 20. März 2020                                         |
| 2020 | Corona Weltuntergang V2 Corona Quarantäne Tape – Alles wird gut!      | — | — | — | Erstveröffentlichung: 25. März 2020                                         |
| 2020 | Zieh mit den Göttern (Version 2020) –                                 | — | — | — | Erstveröffentlichung: 17. Juli 2020                                         |
| 2020 | Planet voller Affen Corona Tape II – Attacke ins Glück                | — | — | — | Erstveröffentlichung: 17. September 2020                                    |
| 2020 | Nur Gott richtet mich Corona Tape II – Attacke ins Glück              | — | — | — | Erstveröffentlichung: 24. September 2020                                    |
| 2020 | Scheiss auf 2020 –                                                    | — | — | — | Erstveröffentlichung: 24. Dezember 2020                                     |
| 2021 | Krieg ohne Sieger –                                                   | — | — | — | Erstveröffentlichung: 18. August 2021                                       |
| 2022 | Frohe Weihnacht, Buon Natale, Merry Christmas –                       | — | — | — | Erstveröffentlichung: 25. Dezember 2022                                     |
| 2023 | Auf alles was war –                                                   | — | — | — | Erstveröffentlichung: 5. Mai 2023                                           |
| 2023 | Nie wieder –                                                          | — | — | — | Erstveröffentlichung: 15. Dezember 2023 mit Katja Moslehner & Holly Loose   |
| 2025 | Immer unter Feuer –                                                   | — | — | — | Erstveröffentlichung: 2. Mai 2025                                           |
| 2025 | Alles ist weg –                                                       | — | — | — | Erstveröffentlichung: 4. Juli 2025                                          |
| 2025 | Oben befiehlt, unten folgt –                                          | — | — | — | Erstveröffentlichung: 25. August 2025                                       |
| Folgende Lieder erschienen nicht als Single, wurden aber durch das Album zum Download und Streaming bereitgestellt und konnten somit eine Platzierung erlangen: |                                                                       | | | |                                                                             |
| |                                                                       | | | |                                                                             |
| 2012 | Tot und doch am Leben Feinde deiner Feinde                            | DE79 (1 Wo.)DE | — | — | Erstveröffentlichung: 27. Juli 2012 B-Seite der Single Feinde deiner Feinde |

## Videoalben und Musikvideos

### Videoalben
| Jahr | Titel Musiklabel                                                                  | Höchstplatzierung, Gesamtwochen, AuszeichnungChartplatzierungen (Jahr, Titel, Musiklabel, Platzierungen, Wochen, Auszeichnungen, Anmerkungen) | Höchstplatzierung, Gesamtwochen, AuszeichnungChartplatzierungen (Jahr, Titel, Musiklabel, Platzierungen, Wochen, Auszeichnungen, Anmerkungen) | Höchstplatzierung, Gesamtwochen, AuszeichnungChartplatzierungen (Jahr, Titel, Musiklabel, Platzierungen, Wochen, Auszeichnungen, Anmerkungen) | Anmerkungen |
| Jahr | Titel Musiklabel                                                                  | DE | AT | CH | Anmerkungen |
| ---- | --------------------------------------------------------------------------------- | --- | --- | --- | --- |
| 2007 | Von nah und fern Asphalt Records (BR)                                             | — | — | — | Erstveröffentlichung: 30. April 2007                                                                            |
| 2011 | Händemeer Rookies & Kings (R&K)                                                   | DE* GoldDE | AT4 (3 Wo.)AT | — | Erstveröffentlichung: 28. Oktober 2011 1 Live-CD + 2 DVD; Verkäufe: + 25.000; * Platzierung in den Album-Charts |
| 2012 | Die Welt brennt – Live in Stuttgart Rookies & Kings (R&K)                         | — | — | — | Erstveröffentlichung: 2. März 2012                                                                              |
| 2013 | Feinde deiner Feinde Gold Edition Rookies & Kings (SPV)                           | — | — | — | Erstveröffentlichung: 19. April 2013                                                                            |
| 2014 | Auf stiller Fahrt Rookies & Kings (SPV)                                           | DE*DE | AT2 (5 Wo.)AT | CH*CH | Erstveröffentlichung: 28. März 2014 * Platzierung in den Album-Charts                                           |
| 2014 | Live in Frankfurt: Unfassbar, unvergleichbar, unvergesslich Rookies & Kings (SPV) | DE* GoldDE | AT1 (5 Wo.)AT | — | Erstveröffentlichung: 28. März 2014 * Platzierung in den Album-Charts                                           |
| 2015 | Opposition Xtreme-Edition Rookies & Kings (Soulfood)                              | — | — | — | Erstveröffentlichung: 4. Dezember 2015                                                                          |
| 2016 | 15 Jahre mit Liebe, Stolz & Leidenschaft Rookies & Kings (Soulfood)               | DE2 g Gold · (6 Wo.)DE | AT4 (3 Wo.)AT | CH3 (2 Wo.)CH | Erstveröffentlichung: 23. Dezember 2016 3/4 DVDs/Blu-rays                                                       |

### Musikvideos
| - 2003: Südtirol (YouTube) - 2006: Der Aufrechte Weg (YouTube) - 2006: Schwarz und Weiß (YouTube) - 2008: Halt Deine Schnauze (YouTube) - 2009: Das Land der Vollidioten (YouTube) - 2010: Rückgrat und Moral (YouTube) - 2010: Allein nach vorne (Singleclip) (YouTube) - 2010: Nicht dein Tag (YouTube) - 2011: Wahre Werte (YouTube) - 2011: Was wir machen (mit Serum 114) (YouTube) - 2011: Weil Du mich nur verarscht hast (Singleclip Neuaufnahme) (YouTube) - 2011: Wir sagen Danke für all die ganzen Jahre (YouTube) - 2012: Feinde deiner Feinde (YouTube) - 2012: Mach dich auf (YouTube) - 2012: Unendliches Leben (YouTube) - 2013: Sie hot dir a poor in Orsch gschtoaßen (YouTube) - 2013: She Kicked You Out Of Her Life (YouTube) - 2013: Coup de pied au cul (YouTube) - 2013: Schlagzeile groß – Hirn zu klein (YouTube) - 2013: Wer weniger schläft, ist länger wach (YouTube) - 2013: Verdammte Welt (YouTube) - 2013: Lügen und nette Märchen (YouTube) - 2013: STILLe Nacht (YouTube) - 2014: Zeig große Eier und ihnen den Arsch (YouTube) - 2014: Wir brechen eure Seelen (YouTube) - 2015: Unvergessen, unvergänglich, lebenslänglich (YouTube) - 2015: Die Band, die Wahrheit bringt (YouTube) - 2015: Hab keine Angst (YouTube) - 2015: Wie ein schützender Engel (YouTube) - 2015: LUAA – Rock 'N' Opposition (YouTube) - 2015: Lass dich gehen (YouTube) - 2015: Fühlen mit dem Herzen, sehen mit den Augen (YouTube) - 2016: Unrecht bleibt Unrecht (YouTube) - 2016: 15 Jahre (YouTube) - 2016: Allein, ohne Dich, bei Dir (YouTube) - 2016: Zusammen und vereint (YouTube) - 2016: Yeah Yeah Yeah (Darf ich bitten Lady?) (YouTube) - 2017: Macht euch endlich alle platt (YouTube) - 2017: Rivalen und Rebellen (YouTube) - 2017: Antiwillkommen (YouTube) - 2017: Herz schlägt Herz (YouTube) - 2018: Und ich war wieder da (YouTube) | - 2018: Fick dich und verpiss dich (YouTube) - 2018: Verbotene Liebe, verbotener Kuss (YouTube) - 2018: Der Teufel trägt Geweih (YouTube) - 2018: Wir sind Gegenliebe (YouTube) - 2019: Geartete Künste hatten wir schon (YouTube) - 2019: Du hast uns dein Herz geschenkt (YouTube) - 2019: Sommerland (YouTube) - 2019: Blinde Völker wie Armeen (YouTube) - 2019: Keine Lüge reicht je bis zur Wahrheit (YouTube) - 2020: Wo nur die Besten thronen (YouTube) - 2020: It’s a Good Day for a Good Day (YouTube) - 2020: Corona Weltuntergang (YouTube) - 2020: Schrei auf, schrei laut (YouTube) - 2020: Corona Weltuntergang v2 (YouTube) - 2020: Nur das Leben in Freiheit (YouTube) - 2020: Hier rein da raus Freigeist (YouTube) - 2020: Wir gehen Dir ewig auf die Eier (YouTube) - 2020: Spirit of 96 (YouTube) - 2020: Zieh mit den Göttern Version 2020 (YouTube) - 2020: Planet voller Affen (YouTube) - 2020: Nur Gott richtet mich (YouTube) - 2020: Attacke ins Glück (YouTube) - 2020: Ciao Bella Ciao (YouTube) - 2020: Die nur nach fremden Sünden fischen (YouTube) - 2020: Scheiß auf 2020 (YouTube) - 2021: Halbstark, laut und jung (YouTube) - 2021: Alarm im Proberaum (YouTube) - 2021: Wir schaffen Deutsch.Land (YouTube) - 2021: Krieg ohne Sieger (YouTube) - 2021: Schwarzer Septemberregen (YouTube) - 2021: Wirklich so im Arsch (YouTube) - 2021: Es ist Wahnsinn es ist Liebe (YouTube) - 2021: Trotzdem weitergehen (YouTube) - 2021: Verbrecher, Verlierer, Stalin und der Führer (YouTube) - 2021: 20 Jahre Seite an Seite (YouTube) - 2022: Schwarze Rosen (YouTube) - 2022: Ich und mein Scheiss (YouTube) - 2022: Vergiss mein nicht, vermisse mich (YouTube) - 2023: Auf alles was war (YouTube) - 2025: Immer unter Feuer (YouTube) - 2025: Alles ist weg (YouTube) - 2025: Oben befiehlt, unten folgt (YouTube) |

## Boxsets
| Jahr | Titel                       | Höchstplatzierung, Gesamtwochen, AuszeichnungChartplatzierungen (Jahr, Titel, Platzierungen, Wochen, Auszeichnungen, Anmerkungen) | Höchstplatzierung, Gesamtwochen, AuszeichnungChartplatzierungen (Jahr, Titel, Platzierungen, Wochen, Auszeichnungen, Anmerkungen) | Höchstplatzierung, Gesamtwochen, AuszeichnungChartplatzierungen (Jahr, Titel, Platzierungen, Wochen, Auszeichnungen, Anmerkungen) | Anmerkungen                                                                |
| Jahr | Titel                       | DE | AT | CH | Anmerkungen                                                                |
| ---- | --------------------------- | --- | --- | --- | -------------------------------------------------------------------------- |
| 2013 | Still Rookies & Kings (SPV) | — | — | — | Erstveröffentlichung: 22. November 2013 enthält die Kompilation Grenzenlos |

## Promoveröffentlichungen
Freetracks
- 2011: Engel der Verdammten
- 2011: Nur Arschlöcher um mich herum
- 2012: Hand aufs Herz
- 2013: Ich folge nur mir selbst
- 2013: Was du liebst lass frei
- 2014: Scheissegal – La vida loca
- 2014: Eine Freundschaft, eine Liebe, eine Familie
- 2016: Unrecht bleibt Unrecht

## Sonderveröffentlichungen

### Bandprojekte
Kaiserjäger
Kaiserjäger war eine Rechtsrock-Band um Philipp Burger, die 2000 eine Demo-CD veröffentlichte.
- 2000: Raff dich auf (Demo-CD)

Wilde Flamme
Wilde Flamme ist ein Bandprojekt, das bisher vier Benefiz-Singles veröffentlichte. Das Projekt wurde maßgeblich von den Frei.Wild-Mitgliedern initiiert.
- 2012: 1000 Meilen, 1000 Worte
- 2013: Geschichten bleiben Geschichten
- 2014: Durch alle Gezeiten
- 2016: Die Zeit kommt allein und nicht zu zweit
- 2020: Engel, Retter und Helden[9]

Brüder4Brothers
Brüder4Brothers ist ein Bandprojekt zusammen mit der Custombike-Werkstatt Orange County Choppers.
- 2020: Freundschaft Brotherhood (Single)
- 2020: Burn Fire, Burn for Me (Single)
- 2020: Brotherhood (Album)

## Statistik

### Chartauswertung
|                     | DE     | AT     | CH     |
| ------------------- | ------ | ------ | ------ |
| Nummer-eins-Alben   | DE7DE  | AT3AT  | CH—CH  |
| Top-10-Alben        | DE17DE | AT13AT | CH6CH  |
| Alben in den Charts | DE22DE | AT16AT | CH14CH |

|                       | DE     | AT    | CH    |
| --------------------- | ------ | ----- | ----- |
| Nummer-eins-Singles   | DE—DE  | AT—AT | CH—CH |
| Top-10-Singles        | DE2DE  | AT—AT | CH—CH |
| Singles in den Charts | DE16DE | AT3AT | CH—CH |

### Auszeichnungen für Musikverkäufe
Anmerkung: Auszeichnungen in Ländern aus den Charttabellen bzw. Chartboxen sind in ebendiesen zu finden.
| Land/RegionAuszeichnungen für Musikverkäufe (Land/Region, Auszeichnungen, Verkäufe, Quellen) | Gold       | Platin     | Verkäufe  | Quellen           |
| -------------------------------------------------------------------------------------------- | ---------- | ---------- | --------- | ----------------- |
| Deutschland (BVMI)                                                                           | 6× Gold6   | 4× Platin4 | 1.325.000 | musikindustrie.de |
| Österreich (IFPI)                                                                            | 4× Gold4   | —          | 30.000    | ifpi.at           |
| Insgesamt                                                                                    | 10× Gold10 | 4× Platin4 |           |                   |